# هنري هاربر
هنري هاربر هو راكب الكنو كندي، ولد في 1929، وتوفي في سبتمبر 1957 بسبب حادث مرور.

## وصلات خارجية
- هنري هاربر على موقع أوليمبيديا (الإنجليزية)